# Alicia
Alicia – miasto w Stanach Zjednoczonych, w stanie Arkansas, w hrabstwie Lawrence.